# Feuerungswärmeleistung
Die Feuerungswärmeleistung, Feuerungsleistung, Wärmebelastung oder Brennerleistung QF ist der auf den unteren Heizwert bezogene Wärmeinhalt des Brennstoffs, der einer Feuerungsanlage im Dauerbetrieb je Zeitintervall zugeführt werden kann. Aus der Feuerungswärmeleistung ergibt sich nach Abzug der diversen Verluste der Heizanlage deren Wärmeleistung.
Die obige Definition der Feuerungswärmeleistung stammt aus: § 2 "Begriffsbestimmungen" der Ersten Verordnung zur Durchführung des Bundes-Immissionsschutzgesetzes – Verordnung über kleine und mittlere Feuerungsanlagen
 (Artikel 1 der Verordnung zur Neufassung der Ersten und Änderung der Vierten Verordnung zur Durchführung des Bundes-Immissionsschutzgesetzes)
Beispiel: Der untere Heizwert Hu von Heizöl EL nach DIN 51603-1 beträgt 10,08 kWh/l. Können in einer Feuerungsanlage – z. B. einer Heizanlage – dauerhaft 9,92 l Heizöl je Stunde verfeuert werden, beträgt die Feuerungswärmeleistung der Heizanlage 100 kW.